# カサドレス・デ・アルテミサ
カサドレス・デ・アルテミサ（スペイン語: Cazadores de Artemisa）は、キューバの野球リーグであるセリエ・ナシオナル・デ・ベイスボルに所属する野球チーム。本拠地は首都ハバナの西に位置するアルテミサ。

## 概要
2011年1月1日、ハバナ州がアルテミサ州とマヤベケ州に分割されたことに伴い、ハバナ州のチームであったバケーロス・デ・ラ・アバナが消滅し、アルテミサ州に当チーム、マヤベケ州にハリケーンズ・デ・マヤベケが誕生した。
2011-12年シーズン（第51シーズン）からリーグに加盟したが、優勝はまだない。
ニックネームは「ハンター」。

## 主な所属選手
- フレデリク・セペダ
- ホセ・ガルシア（英語版）
- ホンデル・マルティネス
- ミゲル・ゴンザレス
- ミゲル・ラエラ
- ヤディエル・ペドロソ
- ユリエスキ・ゴンサレス
- ヨスバニ・アラルコン（英語版）